# Lepidodactylus zweifeli
Lepidodactylus zweifeli — вид геконоподібних ящірок родини геконових (Gekkonidae). Ендемік Папуа Нової Гвінеї. Вид названий на честь на американського герпетолога Річарда Джорджа Звейфела. Описаний у 2019 році.

## Поширення і екологія
Lepidodactylus zweifeli мешкають в горах Адельберт в провінції Маданг. Вони живуть у вологих тропічних лісах, на висоті від 800 до 1400 м над рівнем моря.

## Збереження
МСОП класифікує цей вид як такий, що перебуває під загрозою зникнення. Lepidodactylus zweifeli загрожує знищення природного середовища.